# 攀天阁乡
攀天阁乡，是中华人民共和国云南省迪庆藏族自治州维西傈僳族自治县下辖的一个乡镇级行政单位。

## 词源
“攀天阁”为纳西语“撇特阁”雅化，意为“火草坝”。“撇特”为“火草”，“阁”为“场”。

## 行政区划
攀天阁乡下辖以下地区：
皆菊村、美乐村、工农村、安一村、新华村、新乐村、嘎嘎塘村和岔枝落村。